# Der Kampf der Sänger
Der Kampf der Sänger ist eine Erzählung von E. T. A. Hoffmann, die 1819 im dritten Abschnitt des zweiten Bandes der Sammlung „Die Serapionsbrüder“ bei G. Reimer in Berlin erschien. Nachdem der Verfasser die Niederschrift im März 1818 abgeschlossen hatte, wurde der Text gegen Ende desselben Jahres in der „Urania. Taschenbuch auf das Jahr 1819“ bei F. A. Brockhaus in Leipzig vorabgedruckt.
E. T. A. Hoffmann hat sich von Johann Christoph Wagenseils unten genannter Historie und dem „Heinrich von Ofterdingen“ des Novalis anregen lassen, doch er schreibt seinen eigenen Sängerkrieg. Ein Vierteljahrhundert später verwendet Wagner die Erzählung unter anderen für seinen „Tannhäuser und der Sängerkrieg auf Wartburg“. 1925 wurde Frida Loepp in Marburg über E. T. A. Hoffmanns Version promoviert.

## Handlung
Am Hofe des Landgrafen Hermann von Thüringen lebt die edle Gräfin Mathilde. Das ist die blutjunge Witwe des seligen Grafen Cuno von Falkenstein. Zum Wettsingen haben sich um das Jahr 1208 bei Hofe eingefunden: Walther von der Vogelweide, Reinmar von Zweter, Professor Heinrich Schreiber, Johannes Bitterolff, Heinrich von Ofterdingen und aus der Schweiz Wolfram von Eschenbach. Wolfram, der von Mathilde geliebt wird, gilt als der erfahrenste Meister. In Eisenach stattet er seinem jungen Freunde Heinrich einen Krankenbesuch ab. Heinrichs Gemütskrankheit äußert sich in körperlichen Schmerzen, deren Ursache wohl in Heinrichs unglücklicher Liebe zu Mathilde zu suchen ist. Als es ihm wieder besser geht, ergreift er die Laute und steigt durch den nächtlichen, windigen Wald hinauf in Richtung der Wartburg. Als Heinrich seine Sehnsucht heraussingt, legt sich der Nachtwind und die Töne des Sängers verschlingen sich mit den Mondesstrahlen. Da begegnet dem Wanderer eine große finstere Gestalt. Dieser „Böse“ – gemeint ist der Teufel – verhöhnt ihn zwar in hässlichem Tone, weist ihm jedoch einen Weg, auf dem er die Gegenliebe Mathildes gewinnen könne. Der Negromant Klingsor, in Siebenbürgen hausend, könne ihn diese Kunst lehren. Derweil entbrennt aber auch Wolfram von Eschenbach in Liebe zu Mathilde. Als Wolfram dem grollenden Freunde Heinrich die Hand reichen will, ist dieser fort.
Als der verloren geglaubte Heinrich zurückkehrt, gelangt er mit seinem neuen Ton scheinbar mühelos in den Besitz von Mathildens Gunst. Mehr noch, Mathilde nimmt bei Heinrich Unterricht im Gesang und in der Dichtkunst. Das ist dem Landgrafen Hermann doch zu viel. Er verbietet ihr das Dichten. Daraufhin beleidigt Heinrich in seinen „wahnsinnigen Liedern“ den Landgrafen. Hermann verfügt den Sängerkrieg. Klingsor soll kommen und der Richter bei dem Wettsingen sein. Einer von den Meistersingern des Landgrafen, das Los soll über seinen Namen entscheiden, muss mit Heinrich um die Wette singen. Der Verlierer soll sofort durch das Schwert des Scharfrichters Stempel aus Eisenach gerichtet werden.
Klingsor reist in Jahresfrist an und schmäht Wolfram mit „schnöden Worten“. Doch man versöhnt sich. Klingsor erkennt die Meisterschaft des Gegners an und reist ab. Ein neuer Schiedsrichter wird bestimmt. Tausende Zuschauer erleben mit, wie durch das Los Wolfram zu Heinrichs Gegner wird. Wolfram gewinnt den Sängerkrieg. Heinrich entzieht sich der Todesstrafe, indem er sich in Luft auflöst. Mathilde kann nicht anders, als erneut in Liebe zu Wolfram zu entbrennen. „O mein Geliebter“, sagt sie, „… Dein Lied war es,... das Lied, vor dem der Böse weichen mußte.“ Zuletzt erscheint auch Heinrich körperlich wieder – allerdings weit entfernt von Thüringen, am Hofe Leopolds des Siebenten – und versöhnt sich brieflich mit Wolfram.

## Rezeption
- E. T. A. Hoffmann erledigt den Verriss seines Werkes gleich selbst: Nachdem der Serapionsbruder Cyprian (Adelbert von Chamisso) die Geschichte vorgetragen hat,[10] mäkelt sogleich Theodor (E. T. A. Hoffmann), der Erzähler „habe ihm das schöne Bild von dem im tiefsten Gemüt begeisterten Heinrich von Ofterdingen, wie es ihm aus dem Novalis aufgegangen, durchaus verdorben.“[11] Lothar (Friedrich de la Motte Fouqué) „lobt“, Cyprian habe der Versuchung widerstanden, dem schwachen Stoff mit „metrischen Krücken“[12] (Versen) aufzuhelfen.
- Konrad Schwenck meint 1823, eine Geschichte, in der der Teufel persönlich aufträte, könne den Leser kaum ins Mittelalter versetzen.[13]
- Details finden sich bei Segebrecht.[14] Der Text sei keine Schwarz-Weiß-Malerei.[15]
- E. T. A. Hoffmann wolle sich in dem Text, der zu den „dunkleren“[16] gehöre, nicht an die Historie klammern.[17]

### Die Erstausgabe in den Serapionsbrüdern
- Der Kampf der Sänger in: Die Serapionsbrüder. Gesammelte Erzählungen und Mährchen. Herausgegeben von E. T. A. Hoffmann. Zweiter Band. Berlin 1819. Bei G. Reimer. 614 Seiten[18]

### Verwendete Ausgabe
- E. T. A. Hoffmann: Der Kampf der Sänger. S. 332–382 in: Wulf Segebrecht (Hrsg.): E. T. A. Hoffmann: Die Serapions-Brüder. Deutscher Klassiker Verlag im Taschenbuch. Bd. 28. Frankfurt am Main 2008, ISBN 978-3-618-68028-4 (entspricht: Bd. 4 in: Wulf Segebrecht (Hrsg.): „E. T. A. Hoffmann: Sämtliche Werke in sieben Bänden“, Frankfurt am Main 2001)

### Sekundärliteratur
- Buch von der Meister-Singer Holdseligen Kunst. Johann Christoph Wagenseil, aus: De civitate Noribergensi commentatio Altdorf 1697, herausgegeben von Horst Brunner, (=Litterae; 38), Göppingen 1975, ISBN 3-87452-290-3.
- Peter von Matt: Die Augen der Automaten. E. T. A. Hoffmanns Imaginationslehre als Prinzip seiner Erzählkunst. Max Niemeyer Verlag, Tübingen 1971, ISBN 3-484-18018-8.
- Rüdiger Safranski: E. T. A. Hoffmann. Das Leben eines skeptischen Phantasten. 2. Auflage. Fischer-Taschenbuch-Verlag, Frankfurt am Main 2001 (1. Aufl. 1984), ISBN 3-596-14301-2.
- Gerhard R. Kaiser: E. T. A. Hoffmann. Metzler, Stuttgart 1988, ISBN 3-476-10243-2. (Sammlung Metzler; 243; Realien zur Literatur)
- Ingo Müller: Die Rezeption E.T.A. Hoffmanns in der klassischen Musik des 19. bis 21. Jahrhunderts. In: “Unheimlich Fantastisch – E.T.A. Hoffmann 2022”. Begleitbuch zur Ausstellung der Staatsbibliothek Berlin in Zusammenarbeit mit dem Deutschen Romantik-Museum Frankfurt a. M. und der Staatsbibliothek Bamberg, hg. von Benjamin Schlodder, Christina Schmitz, Bettina Wagner und Wolfgang Bunzel, Leipzig 2022, ISBN 3-95905-573-0, S. 315–322.
- Gerhard Schulz: Die deutsche Literatur zwischen Französischer Revolution und Restauration. Teil 2. Das Zeitalter der Napoleonischen Kriege und der Restauration: 1806–1830. C. H. Beck, München 1989, ISBN 3-406-09399-X.

## Anmerkung
1. ↑  
Zur Schreibung: E. T. A. Hoffmann schreibt „Walther von der Vogelweid“, „Reinhard von Zwekhstein“ (für Zweter), „Wolfframb von Eschinbach“ und hat einige Figuren erfunden; zum Beispiel den Cuno von Falkenstein (Segebrecht, S. 1367–1368). Cunos Witwe Mathilde ist bei Novalis Klingsors ledige Tochter.